# Katzwinkel (Sieg)
Katzwinkel (Sieg) – miejscowość i gmina w Niemczech, w kraju związkowym Nadrenia-Palatynat, w powiecie Altenkirchen, wchodzi w skład gminy związkowej Wissen.

## Współpraca
Miejscowość partnerska:
- Kefferhausen, Turyngia